# La Libertad Este
La Libertad Este es un municipio del departamento de La Libertad en El Salvador. Creado a partir de la Ley de Reestructuración Municipal aprobada por la Asamblea Legislativa de El Salvador en 2023 y aplicada en 2024. El municipio comprende los ahora distritos de Antiguo Cuscatlán, Nuevo Cuscatlán, Zaragoza, San José Villanueva y Huizúcar. Su forma de gobierno es mediante un Concejo Municipal Liderado por un Alcalde, un Síndico, cuatro Regidores Propietarios y cuatro Regidores Suplentes. Su actual alcaldesa es la experimentada Milagro Navas Quintanilla quien hasta el 30 de abril de 2024 fungió como alcaldesa del entonces Municipio de Antiguo Cuscatlán, su mandado es para el periodo 2024-2027, siendo la Alcaldesa con más trayectoria de servicio público en El Salvador. 